# Lindsaea cubensis
Lindsaea cubensis är en ormbunkeart som beskrevs av Lucien Marcus Underwood och Maxon. Lindsaea cubensis ingår i släktet Lindsaea och familjen Lindsaeaceae. Inga underarter finns listade.